# Баянь
Бая́нь (кит. упр. 巴彦, пиньинь Bāyàn) — уезд города субпровинциального значения Харбин провинции Хэйлунцзян (КНР). Название является сокращением от «Баянь-сусу», что в переводе с маньчжурского языка означает «Богатая деревня».

## История
В 1862 году посёлок Баянь стал центром Хуланьского комиссариата (呼兰厅). В 1904 году была образована Хуланьская управа (呼兰府) с центром в городке Хулань, а земли бывшего Хуланьского комиссариата стали Баяньской областью (巴彦州) в её составе. После Синьхайской революции управа в 1913 году была ликвидирована, а вместо неё образован уезд Хулань (呼兰县) провинции Гирин
В 1931 году Маньчжурия была оккупирована японскими войсками, а в 1932 году было образовано марионеточное государство Маньчжоу-го. В 1932 году властями Маньчжоу-го был создан уезд Баянь. В 1934 году было введено деление Маньчжоу-го на 15 провинций и 1 особый город, и уезд Баянь оказался в составе провинции Биньцзян.
В 1945 году Маньчжурия была освобождена Советской армией. После войны правительство Китайской республики приняло программу нового административного деления Северо-Востока, и уезд Баянь оказался в составе провинции  Сунцзян. В 1954 году провинция Сунцзян была присоединена к провинции Хэйлунцзян. и уезд Баянь с 1956 года стал подчиняться Специальному району Суйхуа провинции Хэйлунцзян, а в 1960 подчинён властям Харбина. В 1965 году уезд Баянь перешёл в подчинение Специального района Сунхуацзян, а в 1996 году возвращён в подчинение властям Харбина.

## Административное деление
Уезд Баянь делится на 10 посёлков и 8 волостей.
| №  | Название   | Название (кит.) | Статус  | Население чел. (2010) | На карте                         |
| -- | ---------- | --------------- | ------- | --------------------- | -------------------------------- |
| 1  | Баянь      | 巴彦镇          | поселок | 89823                 | 46°04′47″ с. ш. 127°24′00″ в. д. |
| 2  | Синлун     | 兴隆镇          | поселок | 66009                 | 46°26′34″ с. ш. 127°06′37″ в. д. |
| 3  | Хунгуан    | 红光乡          | волость | 35783                 | 46°25′28″ с. ш. 126°58′06″ в. д. |
| 4  | Тяньцзэн   | 天增镇          | поселок | 35502                 | 46°34′06″ с. ш. 127°19′46″ в. д. |
| 5  | Дэсян      | 德祥乡          | волость | 35411                 | 46°29′30″ с. ш. 127°11′02″ в. д. |
| 6  | Фэнлэ      | 丰乐乡          | волость | 29422                 | 46°14′30″ с. ш. 127°08′17″ в. д. |
| 7  | Сицзи      | 西集镇          | поселок | 29081                 | 46°08′53″ с. ш. 127°10′20″ в. д. |
| 8  | Ваньфа     | 万发镇          | поселок | 28827                 | 46°32′07″ с. ш. 127°07′18″ в. д. |
| 9  | Шаньхоу    | 山后乡          | волость | 27669                 | 46°35′24″ с. ш. 127°24′08″ в. д. |
| 10 | Лунмяо     | 龙庙镇          | поселок | 27518                 | 46°21′10″ с. ш. 127°13′42″ в. д. |
| 11 | Сунхуацзян | 松花江乡        | волость | 27364                 | 46°02′44″ с. ш. 127°20′37″ в. д. |
| 12 | Васин      | 洼兴镇          | поселок | 26786                 | 46°21′28″ с. ш. 127°28′43″ в. д. |
| 13 | Лунцюань   | 龙泉镇          | поселок | 25653                 | 46°12′29″ с. ш. 127°27′29″ в. д. |
| 14 | Хуашань    | 华山乡          | волость | 23223                 | 46°13′45″ с. ш. 127°19′11″ в. д. |
| 15 | Хэйшань    | 黑山镇          | поселок | 19502                 | 46°26′36″ с. ш. 127°28′15″ в. д. |
| 16 | Баяньган   | 巴彦港镇        | поселок | 19347                 | 46°02′45″ с. ш. 127°32′24″ в. д. |
| 17 | Фуцзян     | 富江乡          | волость | 18956                 | 46°02′48″ с. ш. 127°27′58″ в. д. |
| 18 | Чжэньдун   | 镇东乡          | волость | 13660                 | 46°17′24″ с. ш. 127°30′16″ в. д. |